# Donacia vulgaris
Donacia vulgaris es una especie de insecto coleóptero de la familia Chrysomelidae.
Fue descrita científicamente en 1788 por Zschach.

## Descripción
Posee un cuerpo alargado de aproximadamente 12 mm, siendo las hembras son más robustas que los machos. Su coloración es verdosa o cobriza y cada uno presenta una banda central longitudinal roja o azul.

## Distribución
Abarca una amplia zona desde Europa, incluidas las islas británicas, hasta Japón.